# Neferkara Nebi
Neferkare Neby (također Neferkare III.; umro c. 2196. pr. Kr.) bio je staroegipatski kralj Sedme ili Osme dinastije tijekom ranog Prvog prijelaznog period (2181. – 2055. pr. Kr.). Prema egiptolozima Jürgenu Beckerathu i Darrellu Bakeru, on je bio četvrti kralj Sedme dinastije, budući da se pojavljuje kao četvrti kralj na Abidskom popisa kraljeva unutar popisa kraljeva pripisanih ovoj dinastiji.
Ime Neferkare Neby jasno je čitljivo na Abidskom popisa kraljeva (broj 43), a za razliku od većine kraljeva ovog razdoblja, potvrđeno je u još dva suvremena izvora. Doista, ime Neferkare Neby pojavljuje se na lažnim vratima u grobnici Ankhesenpepi II., a također je upisano na njezinom sarkofagu. Ove potvrde pokazuju da je majka Neferkare Neby vjerojatno bila kraljica Ankhesenpepi II., što bi njegovog oca vjerojatno činilo Merenreom Nemtyemsafom I. Stela Ankhesenpepi II bilježi da je Neferkare Neby započeo izgradnju piramide, vjerojatno u Sakari i dao mu je ime Ḏd-ˁnḫ Nfr-k3-rˁ nbjj, to jest Djedankh Neferkare Neby i što znači "Neferkare Neby je dugovječan". Lokacija piramide je nepoznata i najvjerojatnije nikada nije značajnije ušla u fazu izgradnje.
Poput mnogih kraljeva Osme dinastije, Neferkare Neby je odsutan u Torinskom kanonu jer velika praznina utječe na mjesto gdje bi njegovo ime bilo navedeno.